# Crkva sv. Martina biskupa u Vranjicu
Crkva sv. Martina biskupa u Vranjicu, zaštićeno kulturno dobro

## Opis dobra
Prema prijepisu povelje kralja Krešimira II mjesto Vrana (Durana) današnji Vranjic spominje se kao mjesto koje već 950 godine ima crkvu posvećenu sv. Martinu biskupu, sv. Stjepanu Papi i mučeniku te Djevici Mariji. 1080 godine posjede Vranjica (Vrana) kralj Zvonimir daruje splitskom nadbiskupu Lovri, te je Vranjic od tada u posjedu splitske nadbiskupije. Crkvica ostaje jedinom crkvom na poluotoku sve do odlaska Turaka 1648. godine. Za župnika Šimuna Grubića crkva se ruši i djelomično obnavlja a djelomično širi, što je obilježeno uklesanim natpisom na ploči nad glavnim ulazom u crkvu. Crkva je proširena i nadograđena, zadržan je zvonik na preslicu sa stare crkve a dogradnje se vrše kamenjem stare crkve, djelomično antičkim spolijama te kamenjem nađenim u moru. Crkva je jednobrodna longitudinalna građevina orijentirana istok zapad.Duga je 17,80 metara, a u najširem dijelu široka 12 metara. Pokrivena je dvoslivnim krovom na kojem je kupa kanalica. Pravokutni ulazni dio širi se u uzdužni glavni brod čiji su zidovi raščlanjeni s po tri oltarne niše lučnog završetka sa segmentim kamenom u sredini luka. Pravokutno svetište povišeno je od glavnog broda za četiri mramorne stepenice i osvijetljeno trima jednolučnim prozorima s geometrijskim vitrajem. S vanjske strane svetištu su simetrično dodane sakristija na sjeveru i pomoćni ulaz na jugu. Crkva je građena od pravilno klesanog kamenja, u baroknom slogu. Pročelje je jednostavno oblikovano, rasčlanjeno jednokrilnim vratima s klesanim dovratnicima i profiliranim nadvratnikom, te rozetom i zvonikom na preslicu s tri luka za zvona. Oblikovanje pročelja i zvonik na preslici crkva je zadržala kroz sve svoje faze. Ipak 1930. godine uz crkvu je podignut samostojeći kameni zvonik. Zvonik završava s triforama na sve četiri strane i četverostrašnim krovićem s kupom kanalicom. Uz uske monofore na zvoniku je ispod trijema s triforama javni sat. Bočne strane gl. broda raščlanjene su s po dva polukružna prozora oko jednokrilnih vrata iznad kojih je okulus dok su bočne strane ulaznog dijela rasčlanjene biforom. U unutrašnjosti nad glavnim ulazom diže se drveni kor na kojem su Brandlove orgulje iz 1931. godine. Unutrašnjost crkve oslikao je 1929. godine slikar Jozo Kljaković, uz pomoć Vjekoslava Paraća i Krste Hegedušića. Solinjanin Kljaković freske poklanja svom rodnom mjestu a ikonografski program složen je zajedno s don Franom Bulićem, također rođenim vranjičaninom. U svetištu iza glavnog oltara naslikane su freske Sveto Trojstvo, Posljednja večera i Čudotvorni ribolov u apsidi; Sv. Ćiril i Metod, Sv. Petar i Pavao, simboli evanđelistâ, Solinski mučenici i Sveti Jeronim na bočnim zidovima. Freske su rađene monumentalnim klasicističkim stilom, mirnih ploha i velikih volumena karakterističnih za fresko slikarstvo J. Kljakovića. U prikazu Posljednje večere izrađuje svoj autoportret, dok su mu za obje freske živi modeli bili mještani Vranjica. Ikonografski program koji spaja dalmatinske svece, mučenike i živi narodni puk jedinstven je u Dalmaciji .Fresku s prikazom anđela svirača na koru i ulje na platnu s prikazom sveca titulara crkve sv. Martina izvod Vjekoslav Parać sam, ali približavajući se Kljakovićevom stilu i radeći prema njegovim kartonima. U crkvi danas šest oltara, veliki mramorni neobarokni oltar sa svetohraništem, kameni oltar prema puku ispred njega te bočni oltari : Sv. Križa, gospe od Zdravlja, Duša u čistilištu, i sv. Martina. Posebno se valorizira četrnaest slika postaja Križnog puta. Ciklus slika Križni put iz župne crkve sv. Martina u Vranjicu obuhvaća svih četrnaest postaja križnog puta. Slike su potpisane, na poleđini nalazimo ime autora Ferdinanda Candelle, te dataciju 1846. godinu. Iako se radi o pučkom, naturalističkom prikazu ovo je rijedak primjer sačuvanih prikaza Križnog puta signiran i datiran. Četrnaest slika registrirano je te restaurirano kroz program zaštitnih radova Ministarstva kulture RH. Okoliš vranjičke crkve popločan je kamenim pločama (neke od njih su nadgrobne ploče iz starije crkve) i hortikulturno sređen. Ispred crkve postavljena je brončana bista don Frane Bulića rad Ivana Meštrovića. Uz nju je i kameni spomen Putu sv. Martina. Na južnoj strani dvorišta kamene su spomen-ploče dvojice vranjičkih župnika (don Ante Braškića i don Radovana Jerkovića) žrtava komunističkog režima. U dvorištu crkve privremeno su pohranjeni sarkofazi i kameni spomenici pronađeni u arheološkim istraživanjima tijekom nadogradnje vranjičke rive. Spomenici su dio fundusa Arhološkog muzeja u Splitu. Slojevitošću i vrsnoćom izrade arhitektonskih elemenata gdje se povijesni slojevi skladno uklapaju u novu cjelinu, te jedinstvenim oslicima koji prožimaju arheologiju kršćanstva na ovim prostorima sa suvremenim ikonografskim prikazom vranjička crkva je jedinstveni spomenik kulutre u Dalmaciji.

## Zaštita
Pod oznakom Z-6912 zavedena je kao nepokretno kulturno dobro - pojedinačno, pravna statusa zaštićena kulturnog dobra, klasificirano kao "sakralna graditeljska baština".